# ۲۰۲۲

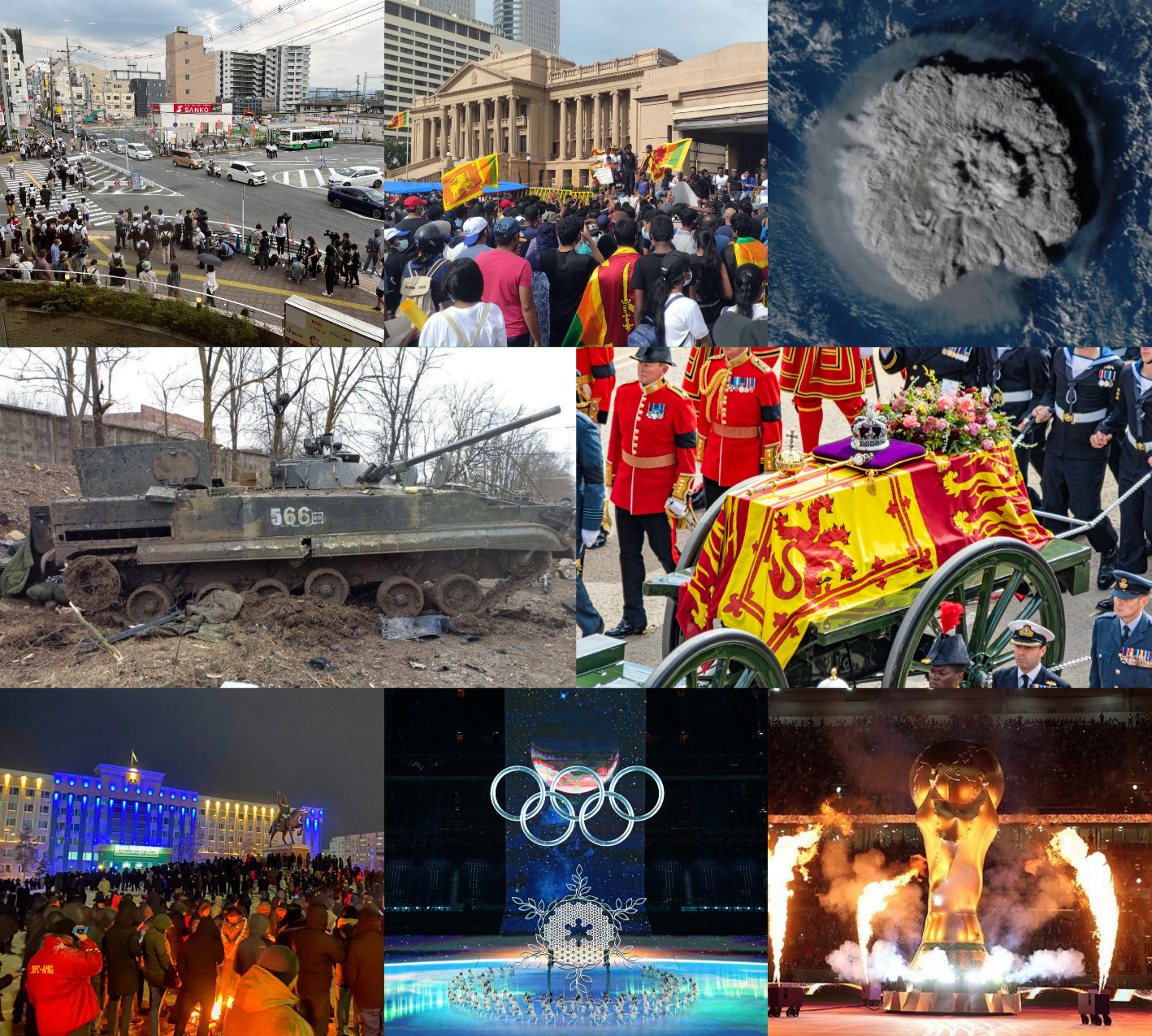
رویدادهای مهم سال ۲۰۲۲

۲۰۲۲ دو هزار و بیست و دومین سال تقویم میلادی است. سازمان ملل متحد ۲۰۲۲ را به عنوان سال بین‌المللی شیلات صنعتگری و آبزی‌پروری و سال بین‌المللی شیشه معرفی کرد.

## اتفاقات
ژانویه
- ۱ ژانویه - با توافقنامه مشارکت اقتصادی جامع منطقه ای، بزرگترین منطقه تجارت آزاد در جهان، در بین کشورهای استرالیا، برونئی، کامبوج، چین، ژاپن، لائوس، نیوزیلند، سنگاپور، تایلند و ویتنام به اجرا گذاشته می‌شود.[۳] این توافقنامه در اجلاس مجازی آسه آن در ۱۵ نوامبر ۲۰۲۰ به میزبانی ویتنام امضا شده بود.[۴]
- ۲ ژانویه
  - عبدالله حمدوک از سمت نخست‌وزیری سودان در بحبوحه اعتراضات مرگبار استعفا داد.[۵]
  - اعتراضات ۲۰۲۲ قزاقستان به دلیل قیمت بالای بنزین شروع شد.[۶]
- ۴ ژانویه - چین، فرانسه، روسیه، بریتانیا و ایالات متحده - هر پنج عضو دائمی شورای امنیت سازمان ملل متحد - بیانیه مشترک نادری صادر کردند مبنی بر آن که «در جنگ هسته ای نمی‌توان پیروز شد بنابراین هرگز نباید آن را جنگید.»[۷]
- ۵ ژانویه - در پاسخ به ناآرامی قزاقستان ۲۰۲۲، وضعیت فوق‌العاده سراسری در قزاقستان اعلام شد.[۸] شهرداری پایتخت و کاخ ریاست جمهوری اشغال شدند.[۹] کابینه نخست‌وزیر عسکر مامین منحل شد. رئیس‌جمهور قاسم ژومارت توکایف، رئیس‌جمهور سابق، نورسلطان نظربایف را که قدرت واقعی در کشور شناخته می‌شود و اسم پایتخت را به نام خود تغییر داده‌است، از سمت مادام العمر خود به عنوان رئیس شورای امنیت قزاقستان برکنار کرد.
- ۶ ژانویه - سازمان پیمان امنیت جمعی(CSTO)، به دنبال درخواست رئیس‌جمهور قزاقستان، قاسم ژومارت توکایف، با اعلام مأموریت حافظ صلح سربازان روسی را در قزاقستان مستقر کرد.[۱۰]
- ۷ ژانویه - دنیاگیری کویید-۱۹: تعداد موارد مبتلایان کویید-۱۹ در سراسر جهان از ۳۰۰ میلیون نفر فراتر رفت.
- ۹ ژانویه - ۶ فوریه - جام ملت‌های آفریقا ۲۰۲۱ در کامرون برگزار می‌شود. سنگال اولین قهرمانی خود را به دست آورد.
- ۱۰ ژانویه - اولین پیوند قلب موفقیت‌آمیز از خوک به انسان در بالتیمور، مریلند، ایالات متحده انجام شد.
- ۱۵ ژانویه - فوران بزرگ آتشفشان زیردریایی هونگا تونگا، در کشور تونگا، موجب هشدار سونامی در استرالیا، کانادا، شیلی، فیجی، ژاپن، نیوزیلند، ساموآ و ایالات متحده شد.
- ۱۶ ژانویه - نواک جوکوویچ، قهرمان شماره ۱ تنیس جهان، به دنبال یک پرونده حقوقی مهم در مورد وضعیت واکسیناسیون کووید-۱۹ او، از استرالیا اخراج شد. این اتفاق مانع شرکت او در مسابقات آزاد استرالیا ۲۰۲۲ شد.
- ۱۸ ژانویه - شرکت آمریکایی مایکروسافت قصد خود را برای خرید اکتیویژن بلیزارد به قیمت ۶۸٫۷ میلیارد دلار اعلام کرد. این معامله بزرگترین خرید یک شرکت فناوری در تاریخ است.
- ۱۹ ژانویه - انتخابات عمومی باربادوس ۲۰۲۲: حزب کارگر باربادوس برای دومین بار متوالی تمام ۳۰ کرسی مجلس مجمع باربادوس را به دست آورد.
- ۲۳ ژانویه
  - طوفان استوایی آنا ۱۱۵ نفر را در ماداگاسکار، مالاوی و موزامبیک کشته‌است، چند روز پس از وقوع یک چندین سیل که باعث کشته شدن ۱۱ نفر در ماداگاسکار شد.
  - کودتا در بورکینافاسو رئیس‌جمهور راک مارک کریستین کابوره را از قدرت برکنار کرد. ارتش بورکینا دلیل کودتا را ناتوانی دولت در مهار فعالیت‌های شبه نظامیان اسلامگرا در داخل کشور را نام می‌برد.
- ۲۸ ژانویه - دنیاگیری کووید-۱۹: تعداد واکسیناسیون‌های انجام شده در سراسر جهان از ۱۰ میلیارد نفر فراتر رفت.
- ۲۹ ژانویه - انتخابات ریاست جمهوری ایتالیا ۲۰۲۲: سرجیو ماتارلا دوباره به عنوان رئیس‌جمهور ایتالیا انتخاب شد.
- ۳۰ ژانویه - انتخابات پارلمانی پرتغال ۲۰۲۲: حزب سوسیالیست به رهبری آنتونیو کاستا اکثریت «غیرمنتظره» ۱۱۷ کرسی را به دست آورد.

فوریه
- ۳ فوریه
  - ابوابراهیم هاشمی قرشی رهبر داعش در حمله ضد تروریستی توسط نیروهای ویژه ایالات متحده آمریکا در شمال غربی سوریه کشته شد.
  - دنیاگیری کووید-۱۹: هند بعد از ایالات متحده آمریکا و برزیل به سومین کشوری تبدیل شد که تعداد مرگ ۵۰۰٬۰۰۰ نفر را در اثر کویید-۱۹ رد کرد.
- ۴ فوریه - چین و روسیه با صدور بیانیه‌ای مشترک با گسترش بیشتر ناتو مخالفت کرده و با بیان «نگرانی‌های جدی» خود در مورد پیمان امنیتی آکوس(AUKUS) و متعهد شدند در زمینه‌های مختلف با یکدیگر همکاری کنند.
- ۴ فوریه الی ۲۰ فوریه - بازی‌های المپیک زمستانی ۲۰۲۲ در پکن، چین برگزار می‌شود. پکن اولین شهری است که میزبان بازی‌های المپیک تابستانی و المپیک زمستانی است.
- ۵ فوریه - طوفان Batsirai در مجموع جان ۹۴ نفر را در سراسر ماداگاسکار، آفریقای جنوبی، موریس و رئونیون می‌گیرد. دو هفته پس از آن که طوفان استوایی آنا ۱۱۵ نفر را در همان منطقه کشت.
- ۶ فوریه - ملکه الیزابت دوم سالگرد پلاتین خود را جشن گرفت و اولین پادشاه بریتانیا شد که ۷۰ سال سلطنت کرده‌است.
- ۸ فوریه - دنیاگیری کویید-۱۹: تعداد موارد مبتلایان کویید-۱۹ در سراسر جهان از ۴۰۰ میلیون فراتر رفت.
- ۹ فوریه - بزرگترین پیشرفت مهم در انرژی همجوشی هسته ای از سال ۱۹۹۷ با تولید ۵۹ مگاژول در طول پنج ثانیه در آزمایش مشترک اروپایی توروس(Joint European Torus experiment) واقع در شهر آکسفورد در بریتانیا گزارش شد. این رکورد بیش از دو برابر رکورد قبلی است.
- ۱۳ فوریه - انتخابات ریاست جمهوری آلمان (۲۰۲۲): فرانک والتر اشتاین‌مایر دوباره به عنوان رئیس‌جمهور آلمان انتخاب شد.[۱۱]
- ۱۴ فوریه - کاروان اعتراضی کانادا: نخست‌وزیر کانادا جاستین ترودو برای اولین بار در تاریخ کانادا به منظور فرونشاندن اعتراضات و محاصره سراسری در کانادا علیه قوانین و محدودیت‌های واکسن کووید-۱۹، از قانون شرایط اضطراری(Emergencies Act) استفاده می‌کند.[۱۲]
- ۱۵ فوریه - شاهزاده اندرو پرونده تجاوز جنسی علیهش در ایالات متحده آمریکا را با ویرجینیا جوفری (Virginia Giuffre v. Prince Andrew) حل و فصل می‌کند.[۱۳]
- ۲۴ فوریه - حمله ۲۰۲۲ روسیه به اوکراین

سپتامبر
۸ سپتامبر - درگذشت ملکه بریتانیا الیزابت دوم
۱۶ سپتامبر - آغاز اعتراضات سراسری ایران
نوامبر
۲۰ نوامبر - آغاز جام جهانی فوتبال ۲۰۲۲
دسامبر
- ۱۸ دسامبر - پایان جام جهانی فوتبال ۲۰۲۲ و قهرمانی آرژانتین
- ۲۰ دسامبر - کمیته حقیقت‌یاب سازمان ملل در مورد سرکوب معترضان در ایران تشکیل شد
- ۲۹ دسامبر - درگذشت پله، اسطوره فوتبال جهان در ۸۲ سالگی

## پیش‌بینی‌ها و رویدادهای برنامه‌ریزی شده
- ۱ ژانویه - پس از تصویب قانون نوسازی موسیقی در سال ۲۰۱۸، و با فرض عدم تمدید بیشتر مدت حق نسخه‌برداری در این مدت، همه صداهای ضبط شده قبل از سال ۱۹۲۳ به مالکیت عمومی در ایالات متحده وارد خواهند شد. در کنار آن، کتاب‌ها، فیلم‌ها و سایر آثار منتشر شده در سال ۱۹۲۶ نیز وارد عرصه عمومی خواهند شد.[۱۴]
- ۸ ژانویه – زهره با ۰٫۲۶۵۸ یکای نجومی (۳۹٫۷۶ میلیون کیلومتر؛ ۲۴٫۷۱ میلیون مایل؛ ۱۰۳٫۴ فاصلهٔ قمری) زمین را طی خواهد کرد.[۱۵][۱۶]
- ۳۰ ژانویه انتخابات پارلمانی ۲۰۲۲ پرتغال
- ۴ فوریه – ۲۰ فوریه - بازی‌های المپیک زمستانی ۲۰۲۲ در پکن برگزار خواهد شد. پکن اولین شهری خواهد شد تا به حال به میزبان هر دو بازی‌های المپیک تابستانی و زمستانی بوده‌است.[۱۷]
- ۶ فوریه - ملکه الیزابت دوم، اگر هنوز زنده و حاکم باشد، سالگرد پلاتین خود را در این روز جشن می‌گیرند، که با ۷۰ سال بر تخت به اولین پادشاه بریتانیا با بیشترین مدت حکومت تبدیل خواهد شد.[۱۸]
- ترور ملکه الیزابت
- ۲۸ فوریه - مصر صد سالگی استقلال خود از بریتانیا را جشن می‌گیرد.
- ۲۰ نوامبر _ آغاز جام جهانی ۲۰۲۲

## درگذشتگان

### فوریه
- ۱۵ فوریه - پاتریک جی ارورکه، نویسنده و روزنامه نگار آمریکایی

### مارس
- ۶ مارس - هانس نوینفلس، نویستده ، شاعر و کارگردان آلمانی
- ۷ مارس - محمدرفیق تارر، سیاستمدار اهل پاکستان

### آوریل
- ۱۹ آوریل - کانه تاناکا، ابر صد ساله ژاپنی

### اوت
- ۳۰ اوت - میخائیل گورباچف، سیاستمدار اهل شوروی

### سپتامبر
- ۸ سپتامبر - الیزابت دوم، ملکه پادشاهی بریتانیا

- ۱۶ سپتامبر - مهسا امینی

### اکتبر
- ۱۴ اکتبر - رابی کالترین، بازیگر نقش روبیوس هاگرید در مجموعه هری پاتر

### نوامبر
- ۳۰ نوامبر - جیانگ زمین، پنجمین رئیس‌جمهور جمهوری خلق چین

### دسامبر
- ۲۹ دسامبر - پله، بازیکن فوتبال برزیلی

- ۳۱ دسامبر - پاپ بندیکت شانزدهم، پاپ سابق کلیسای کاتولیک معروف به پاپ بازنشسته

## دسامبر
- ۲۹ دسامبر - پله بازیکن فوتبال برزیلی